# (100357) 1995 TF11
(100357) 1995 TF11 es un asteroide perteneciente al cinturón de asteroides, descubierto el 15 de octubre de 1995 por el equipo del Spacewatch desde el Observatorio Nacional de Kitt Peak, Arizona, Estados Unidos.

## Designación y nombre
Designado provisionalmente como 1995 TF11.

## Características orbitales
1995 TF11 está situado a una distancia media del Sol de 3,083 ua, pudiendo alejarse hasta 3,210 ua y acercarse hasta 2,956 ua. Su excentricidad es 0,041 y la inclinación orbital 3,560 grados. Emplea 1977 días en completar una órbita alrededor del Sol.

## Características físicas
La magnitud absoluta de 1995 TF11 es 15,3. Tiene 6,987 km de diámetro y su albedo se estima en 0,036.